# Публий Вителий (претор)
Публий Вителий Млади (на латински: Publius Vitellius) е претор и генерал на Римската империя през 1 век от рода Вителии. Той е син на Публий Вителий Стари и чичо на император Вителий.
Около 15 г. Публий Млади придружава Германик във втория му поход в Германия. Той е женен за Акуция от рода Акуции.